# Amering
Amering là một đô thị thuộc huyện Judenburg trong bang Steiermark, nước Áo. Đô thị Amering có diện tích 48 km², dân số cuối năm 2005 là 407 người.